# Swammerdamella nevadensis
Swammerdamella nevadensis är en tvåvingeart som beskrevs av Cook 1956. Swammerdamella nevadensis ingår i släktet Swammerdamella och familjen dyngmyggor.
Artens utbredningsområde är Nevada. Inga underarter finns listade i Catalogue of Life.